# Speocera minuta
Speocera minuta là một loài nhện trong họ Ochyroceratidae. Loài này phân bố ở Samoa, Tokelau en Niue.